# Bernd Höing
Bernd Höing (ur. 4 marca 1955 w Berlinie) – niemiecki wioślarz reprezentujący NRD, złoty medalista olimpijski i czterokrotny medalista mistrzostw świata.

## Kariera sportowa
Wystąpił na igrzyskach olimpijskich w Moskwie w 1980, gdzie osada NRD w składzie: Bernd Krauß, Hans-Peter Koppe, Ulrich Kons, Jörg Friedrich, Jens Doberschütz, Ulrich Karnatz, Uwe Dühring, Bernd Höing i Klaus-Dieter Ludwig (sternik) zdobyła złoty medal w ósemkach. W finale o 2,87 sekundy pokonali osadę Wielkiej Brytanii i o 3,51 sekundy osadę ZSRR. Był to  jego jedyny start olimpijski.
W ósemkach zdobył także złoto na mistrzostwach świata w Cambridge (1978) i mistrzostwach świata w Bledzie (1979) oraz srebro na mistrzostwach świata w Lucernie (1982) i mistrzostwach świata w Duisburgu (1983). 
W 1980 odznaczony Złotym Orderem Zasługi dla Ojczyzny.
Po zakończeniu kariery, aż do zjednoczenia Niemiec pracował w Volkspolizei. Następnie prowadził restaurację w Berlinie.